# Les Oubeaux

Les Oubeaux este o comună în departamentul Calvados, Franța. În 1 ianuarie 2018 avea o populație de 209 de locuitori.